# Соломевич, Иван Владимирович
Иван Владимирович Соломе́вич (бел. Янка Саламевіч; 29 октября 1938, д. Малая Кракотка, Слонимский повет, Польская Республика (ныне Слонимский район, Гродненская область) — 31 июля 2012, Минск) — советский и белорусский литературовед, фольклорист, библиограф, переводчик, энциклопедист. Кандидат филологических наук (1971). Лауреат Государственной премии БССР в области науки (1976). Член СП СССР (1989). Раскрыл более 20 000 белорусских псевдонимов и криптонимов.

## Биография
Родился 29 октября 1938 года в белорусской крестьянской семье в деревне Малая Кракотка (ныне Слонимский район, Гродненская область, Беларусь).
В 1955 году окончил среднюю школу в деревне Великая Кракотка. В 1960 году окончил белорусское отделение филологического факультета Белорусского государственного университета.
Работал корректором, техническим редактором издательского отдела Государственной библиотеки БССР имени В. И. Ленина (1960—1962), редактором редакции учебной и методической литературы, до 1964 года — старшим редактором общественно-гуманитарных наук в издательстве Министерства высшего, среднего специального и профессионального образования Белорусской ССР (ныне «Высшая школа»).
В 1967 году окончил аспирантуру при кафедре белорусского литературы БГУ имени В. И. Ленина. С 1968 года старший научный редактор в редакции литературы, языка, фольклора и этнографии, в 1976—1992 годах — заведующий научной редакции народного просвещения и белорусских словарей Издательства «Белорусская советская энциклопедия», с 1992 года — её ведущий редактор, с 1994 года — ведущий редактор редакции литературы, языка, фольклора и этнографии Издательства «Белорусская энциклопедия имени П. Бровки».
В 1971 году защитил кандидатскую диссертацию «Міхаіл Федароўскі — фалькларыст». В 1987—1997 годах преподавал в Белорусском государственном университете.
В 1979—1988 годах являлся ведущим тележурнала «Роднае слова» на Белорусском телевидении. С 1988 года — председатель совета Общества белорусского языка имени Франциска Скорины Первомайского района Минска.
Умер 31 июля 2012 года. Похоронен на Колодищанском кладбище под Минском.

## Основные научные труды
- Саламевіч, Я. Міхаіл Федароўскі (1853—1928) / Я. Саламевіч. — Мінск : Вышэйшая школа, 1972. — 384 с.
- Саламевіч, Я. Слоўнік беларускіх псеўданімаў і крыптанімаў (XVI—XX ст.) / Я. Саламевіч. — Мінск : Мастацкая літаратура, 1983. — 207 с.

Иван Владимирович Соломевич являлся составителем библиографического справочника «Беларускі фальклор (1926—1963)» (1964), учебного пособия для студентов высших учебных заведений «Беларуская дзяцячая літаратура : Хрэстаматыя» (1966, в соавторстве), антологии «Беларуская балада» (1978), сборников «Беларускія загадкі» (1982, 1989), «Мама Мышка сушыла шышкі : Беларускія народныя скорагаворкі» (1983), книги «М. Гарэцкі : Успаміны, артыкулы, документы» (1984, с А. Лисом), сборников Г. Левчика «Доля і хлеб» (1980, с Н. Ляшкович), М. Орла «Лірнік» (1991), Я. Купалы «Стихотворения и поэмы» (1991, на русском языке), «Пьесы XIX — начала XX в.» (1998), избранного Я. Чечота «Свіцязь» (1999), литературно-художественного календаря «Кола дзён» (1987, 1988, в соавторстве), «Календаря памятных дат 2001 г.».
Дебютировал в печати в 1955 году (Смоленская районная газета «Свободная работа»). В республиканской печати дебютировал в 1957 году. Исследует историю белорусского литературы и культуры, фольклор. Ввел в научный оборот неизвестные материалы о жизни и творчестве писателей Ф. Богушевича, Я. Лучины, А. Гуриновиче, Я. Купалы, Я. Коласа, М. Богдановича, М. Горецкого, М. Орла, З. Верас, Т. Гардялковскай , А. Кукушки, К. Лейк, Г. Левчика, Ф. Шантырь, В. Дубовка, фольклористов и этнографов Бируте, П. Демидовича, Р. Зенкевич, Ч. Петкевича, М. Федоровского и др.

## Литературные произведения
Переводил на белорусский с русского, украинского, польского языков.

## Награды
- Государственная премия БССР в области науки (1976) — за участие в создании Белорусской советской энциклопедии.